# Stanislas Bormans
Stanislas Marie Bormans, né à Hasselt le 2 février 1835 et mort à Liège 15 novembre 1912  est un professeur et archiviste belge.

## Biographie
Il est le fils de Jean Bormans et Maria-Ida Esselen. Son père était professeur à l'université de Liège, membre de l'Académie royale de Belgique et de la Commission royale d'histoire.
Stanislas a obtenu un doctorat en philosophie et en littérature avant d'entamer une carrière universitaire :
- 1857 : vice-archiviste des Archives de l'État à Liège
- 1863 : fonde avec Camille de Borman et Xavier de Theux la Société des bibliophiles liégeois
- 1873 : archiviste des Archives de l'État à Namur
- 1884 : archiviste des Archives de l'État à Liège
- 1885 : inspecteur à l'université de Liège
- 1886 : professeur de paléographie et de diplomatique à l'Université de Liège, il succède à Henri Pirenne
- 1887 : professeur d'histoire des institutions au Moyen Âge et aux temps modernes

En 1874, il est membre de la classe de la Littérature au sein de l'Académie royale de Belgique et devient l'un des rédacteurs de la Biographie nationale de Belgique. Il a également été membre et président de la Commission royale d'Histoire (élu membre suppléant en 1874, membre effectif à partir de 1891). En 1906, il est inscrit sur la liste de la noblesse héréditaire belge.
Il a hérité de son père une importante collection de manuscrits anciens. Il en donna certains à l'université libre d'Amsterdam et à la Bibliothèque royale à Bruxelles. Il en vendit à la Königliche Bibliothek de Berlin.
Il s'est marié en 1864, avec Victoire Francotte (1842-1886) et s'est remarié en 1887 à Anna t'Kint de Roodenbeke (1852-1908) avec qui il a trois filles et un fils. Son fils, Paul Bormans (1892-1919), non marié et sans descendance, fut le dernier membre masculin de la famille à porter le nom. Avec Marie-Thérèse Bormans (1888-1974), la branche s'éteint.
Il est inhumé au cimetière de Robermont à Liège.

## Publications
Stanislas Bormans a publié de nombreux ouvrages, articles, notes et autres inventaires. Parmi ses œuvres les plus importantes, on compte notamment des cartulaires publiés avec d'autres auteurs y compris avec son prédécesseur aux archives Adolphe Borgnet

### Ouvrages
- Glossaire technologique du métier des drapiers, Liège, Carmanne, 1867, 64 p. (lire en ligne)
- Les Seigneuries allodiales du Pays de Liège : avec une introduction historique, Liège, J. Gothier, 1867 (lire en ligne)
- Maximilien-Emmanuel de a été restauré, comte de Namur (1875)
- Les fiefs du comté de Namur, 5 volumes (1875-1880)
- La gentillesse de Guillaume d'Orange : fragments inédits du 13e siècle (1878)
- Le Magistrat de Namur. Listes des mayeurs, des échevins, des greffiers des jurés et des élus de la ville (1879)
- Tableau Analytique des Matières contenues dans la Chronique de Jean de Stavelot, dressée par Stanislas Bormans, 8 volumes, (1881-87)
- Jean Ramée, peintre liégeois (1883)

### Articles
- « Tables généalogiques des manuscrits de Le Fort, conservés aux archives de l'Etat, à Liège. Notice sur J. G. et J. H. Le Fort », Bulletin de l'Institut archéologique liégeois, t. IV,‎ 1860, p. 321-347 (lire en ligne, consulté le 26 mai 2017)
- « Tables généalogiques des manuscrits de Le Fort, conservés aux archives de l’État, à Liège, 1re partie », Bulletin de l'Institut archéologique liégeois, t. IV,‎ 1860, p. 349-496 (lire en ligne, consulté le 26 mai 2017)
- « Le Bon Métier des tanneurs de la Cité de Liège », Bulletin de la Société liégeoise de littérature wallonne, vol. V,‎ 1862, p. 149-482
- « Fragment d'une chronique liégeoise du XIIIe siècle », Bulletin de l'Institut archéologique liégeois, t. V,‎ 1862, p. 177-197 (lire en ligne, consulté le 26 mai 2017)
- « Traduction romane d'une homélie et d'une épître de saint Grégoire-le-Grand. Rapport à l'Institut archéologique liégeois sur un fragment manuscrit du XIIe siècle », Bulletin de l'Institut archéologique liégeois, t. V,‎ 1862, p. 307-324 (lire en ligne, consulté le 26 mai 2017)
- « Tables généalogiques des manuscrits de Le Fort, conservés aux archives de l'Etat, à Liège., 2e partie », Bulletin de l'Institut archéologique liégeois, t. V,‎ 1862, p. 395-501 (lire en ligne, consulté le 26 mai 2017)
- « Tables généalogiques des manuscrits de Le Fort, conservés aux archives de l'Etat, à Liège., 3e partie », Bulletin de l'Institut archéologique liégeois, t. VI,‎ 1863-1864, p. 131-253 (lire en ligne, consulté le 26 mai 2017)
- « Balle du pape Innocent XI approuvant l'érection d'une confrérie de notaires et de procureurs dans la cité de Liège, en 1687 », Bulletin de l'Institut archéologique liégeois, t. VI,‎ 1863-1864, p. 23-30 (lire en ligne, consulté le 26 mai 2017)
- « Lettres inédites de René de Sluse », Bulletin de l'Institut archéologique liégeois, t. VI,‎ 1863-1864, p. 81-111 (lire en ligne, consulté le 26 mai 2017)
- « Chambre des finances des princes évêques de Liège. Table des octrois et rendages », Bulletin de l'Institut archéologique liégeois, t. VII,‎ 1865, p. 1-105 (lire en ligne, consulté le 26 mai 2017)
- « Extraits des comptes communaux de la cité de Liège, 1643-1793 », Bulletin de l'Institut archéologique liégeois, t. VII,‎ 1865, p. 375-438 (lire en ligne, consulté le 26 mai 2017)
- « Résignation de l'évêché de Liège par Robert de Berg, 1564 », Bulletin de l'Institut archéologique liégeois, t. VII,‎ 1865, p. 461-477 (lire en ligne, consulté le 26 mai 2017)
- « Règlement pour les écoles de charité, 1776 », Bulletin de l'Institut archéologique liégeois, t. VII,‎ 1865, p. 478-482 (lire en ligne, consulté le 26 mai 2017)
- « La politique française à Liège vers 1640 », Bulletin de l'Institut archéologique liégeois, t. VII,‎ 1865, p. 483-490 (lire en ligne, consulté le 26 mai 2017)
- « Privilèges des Liégeois en 1175 », Bulletin de l'Institut archéologique liégeois, t. VII,‎ 1865, p. 491-502 (lire en ligne, consulté le 26 mai 2017)
- « Archives communales de Liège. Table des volumes manuscrits intitulés : Luxembourg -Liège ; Liège, Stavelot, Saint-Hubert, Gembloux », Bulletin de l'Institut archéologique liégeois, t. VII,‎ 1865, p. 503-522 (lire en ligne, consulté le 26 mai 2017)
- « Privilèges des marchands lombards au pays de Liège, en 1548 », Bulletin de l'Institut archéologique liégeois, t. VII,‎ 1865, p. 523-529 (lire en ligne, consulté le 26 mai 2017)
- « Serment prêté par Marc de Rade, en sa qualité de mambour du pays de Liège, 1465 », Bulletin de l'Institut archéologique liégeois, t. VII,‎ 1865, p. 530-532 (lire en ligne, consulté le 26 mai 2017)
- « Liste d'objets enlevés de Liège en 1648 par les soldats de Charles-le-Téméraire », Bulletin de l'Institut archéologique liégeois, t. VIII,‎ 1866, p. 181-207 (lire en ligne, consulté le 26 mai 2017)
- « Notes sur quelques artistes liégeois », Bulletin de l'Institut archéologique liégeois, t. VIII,‎ 1866, p. 223-243 (lire en ligne, consulté le 26 mai 2017)
- « Les seigneuries féodales de l'ancien pays de Liège : 1er article, Aaz-Aublain », Bulletin de l'Institut archéologique liégeois, t. VIII,‎ 1866, p. 473-507 (lire en ligne, consulté le 26 mai 2017)
- « Le Bon Métier des drapiers de la Cité de Liège », Bulletin de la Société liégeoise de littérature wallonne, vol. IX,‎ 1867, p. 81-232
- « La plaine de Steppes », Bulletin de l'Institut archéologique liégeois, t. IX,‎ 1868, p. 508 (lire en ligne, consulté le 26 mai 2017)
- « Fragment d'un obituaire du XIIe siècle », Bulletin de l'Institut archéologique liégeois, t. IX,‎ 1868, p. 511 (lire en ligne, consulté le 26 mai 2017)
- « Cloches liégeoises dans la cathédrale de Rouen », Bulletin de l'Institut archéologique liégeois, t. IX,‎ 1868, p. 512 (lire en ligne, consulté le 26 mai 2017)
- « Premier rapport sur les fouilles archéologiques à Juslenville », Bulletin de l'Institut archéologique liégeois, t. IX,‎ 1868, p. 135-156 (lire en ligne, consulté le 26 mai 2017)
- « Les seigneuries féodales de l'ancien pays de Liège : 2e article, Awirs-Drolenvaux », Bulletin de l'Institut archéologique liégeois, t. IX,‎ 1868, p. 157-273 (lire en ligne, consulté le 26 mai 2017)
- « Second rapport sur les fouilles archéologiques à Juslenville », Bulletin de l'Institut archéologique liégeois, t. IX,‎ 1868, p. 431-450 (lire en ligne, consulté le 26 mai 2017)
- « Les seigneuries féodales de l'ancien pays de Liège : 3e article, Ehein-Freloux », Bulletin de l'Institut archéologique liégeois, t. IX,‎ 1868, p. 451-490 (lire en ligne, consulté le 26 mai 2017)
- « Testament du bourgmestre Sébastien La Ruelle », Bulletin de l'Institut archéologique liégeois, t. IX,‎ 1868, p. 491-492 (lire en ligne, consulté le 26 mai 2017)
- « Testament du bourgmestre Pierre Bex », Bulletin de l'Institut archéologique liégeois, t. IX,‎ 1868, p. 492-494 (lire en ligne, consulté le 26 mai 2017)
- « Testament de Tilman Waldoreal, échevin de Liège », Bulletin de l'Institut archéologique liégeois, t. IX,‎ 1868, p. 494-497 (lire en ligne, consulté le 26 mai 2017)
- « Tableaux enlevés de Liège par les Français en 1794 », Bulletin de l'Institut archéologique liégeois, t. IX,‎ 1868, p. 498-503 (lire en ligne, consulté le 26 mai 2017)
- « Seigneuries du pays de Liège pouvant donner entrée à l'Etat noble en 1700 », Bulletin de l'Institut archéologique liégeois, t. IX,‎ 1868, p. 504-507 (lire en ligne, consulté le 26 mai 2017)
- « Evaluation des pèlerinages, 1595 », Bulletin de l'Institut archéologique liégeois, t. IX,‎ 1868, p. 508-511 (lire en ligne, consulté le 26 mai 2017)
- « Extraits des cris du péron de la cité de Liège », Bulletin de la Société scientifique et littéraire du Limbourg, t. X,‎ 1870, p. 161-220
- « Les seigneuries féodales de l'ancien pays de Liège : 4e article, Ham-Kinkempois », Bulletin de l'Institut archéologique liégeois, t. X,‎ 1870, p. 111-174 (lire en ligne, consulté le 26 mai 2017)
- « Les seigneuries féodales de l'ancien pays de Liège : 5e article, Landelies-Warfusée », Bulletin de l'Institut archéologique liégeois, t. X,‎ 1870, p. 313-460 (lire en ligne, consulté le 26 mai 2017)
- « Troisième rapport sur les fouilles de Juslenville », Bulletin de l'Institut archéologique liégeois, t. X,‎ 1870, p. 51-77 (lire en ligne, consulté le 26 mai 2017)
- « Nécrologe de l'abbaye de Munster-Bilsen (publié en collaboration avec MM. Weale et de Borman », Bulletin de l'Institut archéologique liégeois, t. XII,‎ 1874, p. 27-60 (lire en ligne, consulté le 26 mai 2017)
- « Lettre à MM. les membres de l'Institut archéologique liégeois au sujet de Louis De Geer », Bulletin de l'Institut archéologique liégeois, t. XII,‎ 1874, p. 427-437 (lire en ligne, consulté le 26 mai 2017)
- « Lettres inédites de Grétry », Bulletin de l'Institut archéologique liégeois, t. XVII,‎ 1883, p. 181-207 (lire en ligne, consulté le 26 mai 2017)
- « Les Wallons en Suède », Bulletin de l'Institut archéologique liégeois, t. XXI,‎ 1888, p. 127-135 (lire en ligne, consulté le 26 mai 2017)

### Recueil, cartulaires et retranscriptions
- « Lettre de Grétry au sujet de la succession de sa sœur Dorothée », Bulletin de l'Institut archéologique liégeois, t. IV,‎ 1860, p. 293-294 (lire en ligne, consulté le 26 mai 2017)
- Ly myreur des histors  (publié par Stanislas Bormans), t. IV, Bruxelles, Hayez, 1877 (lire en ligne)
- Ly myreur des histors  (publié par Stanislas Bormans), t. VI, Bruxelles, Hayez, 1880 (lire en ligne)
- « Revue de Liège en 1700 », Bulletin de l'Institut archéologique liégeois, t. VIII,‎ 1866, p. 273-299 (lire en ligne, consulté le 26 mai 2017)
- Coutumes du pays de Liège (1870)
- Inventaire chronologique des paweilhars conservés dans les dépôts publics et les bibliothèques privées de la province de Liège (1877)
- Avis des cartulaires de la collégiale Saint-Denis, à Liège, (1872)
- Cartulaire de la commune de Couvin (1875)
- Recueil des anciennes ordonnances de la Belgique (1875)
- Cartulaire de la commune de Dinant, 8 volumes (1880, 1881, 1906, 1908)
- Répertoire chronologique des conclusions capitulaires du chapitre cathédrale de Saint-Lambert à Liège, Tome I - VI (de 1889 à 1930)
- Cartulaire des petites communes